# Bjørn Johan Muri
Bjørn Johan Muri, född 4 januari 1990 i Ålesund, är en norsk musiker. Han är blev först känd från norska Idol 2007 där han kom tvåa. Han deltog i Norsk Melodi Grand Prix 2010 med låten "Yes Man", som blev etta på den norska singellistan. Muri är vokalist i jazzbandet Little Green Apples Falling Down From A Tree.

## Diskografi
Album
- 2010 – Airwaves

Singlar
- 2009 – "The Beauty of Who You Are"
- 2010 – "Yes Man"
- 2010 – "Circles"
- 2010 – "Once Upon a Time" (med LidoLido)
- 2012 – "Even a Fool"